# Epidendrum bicuniculatum
Epidendrum bicuniculatum är en orkidéart som beskrevs av Eric Hágsater och E.Santiago. Epidendrum bicuniculatum ingår i släktet Epidendrum och familjen orkidéer.
Artens utbredningsområde är Costa Rica. Inga underarter finns listade i Catalogue of Life.